# Житие и чудеса святого Фомы
Житие́ и чудеса́ свято́го Фомы́ (лат. Vita et miracula sancti Thomae) — написанное в кон. XII в. на латинском языке монахом Уильямом Кентерберийским житие кентерберийского архиепископа Фомы Бекета. Сохранилось в рукописи конца XIII века. Его фрагменты использовались в компилятивной «Четырехчастной истории» (лат. Historia quadripartita), или «Квадрилогус» (лат. Quadrilogus), — сборнике, включавшем «Жития» Томаса Бекета, написанные Иоанном Солсберийским и Гербертом из Босхэма.

## Издания
- Materials for the History of Thomas Becket, edited by J. C. Robertson. - RS, N 67. —  Vol. 1-7. — London, 1875—1885.

## Переводы на русский язык
- Житие и чудеса святого Фомы / Gер. В. И. Матузовой // Английские средневековые источники IX—XIII вв. — М.: Наука, 1979.